# Ed & Kim
Ed & Kim is een Belgisch dj-duo dat bestond van het midden van de jaren '90 tot 2013 en hun comeback vanaf 2018 tot heden.
Edwin Korver (Ed) en Kim Mathijs (Kim) leerden elkaar in 1994 kennen via de kapper van Kim die hem in contact bracht met Ed, en de heren vroeg platen te draaien in zijn kapperszaak in Hasselt. In 1998 nam het duo deel aan een dj-wedstrijd, waar ze op de tweede plaats eindigden. Deze wedstrijd opende de deuren naar het spelen in discotheken.
Ed & Kim begonnen hun professionele carrière met het draaien in clubs, met onder meer residenties in Club Geluk, Fill Collins Club Culture Club. Later werden ze ook gevraagd te draaien op festivals als Ten Days Off, Axion Beach Rock, Dour, Extrema Outdoor, Tomorrowland, Laundry Day en vele andere.
Met Jan Van Biesen stonden ze aan de wieg van de Studio Brussel-programma’s SuperFly en Switch, nadat Kim was geslaagd voor een examen als muzieksamensteller voor de radiozender. Ze werden in die periode beïnvloed door Adam Freeland, Jeff Mills en Mo & Benoeli. De samenwerking eindigde nadat Ed bij platenfirma NEWS ging werken, waarna het duo moest ophouden met voor de radio te werken om geen belangenvermenging te creëren.
In 2001 maakten Ed & Kim een mix-CD op het befaamde R&S label die ze bezorgden aan de organisatie van Pukkelpop, waarna ze werden gevraagd op het festival te draaien. Uiteindelijk zouden ze als resident dj's 10 keer op het festival spelen.
Hun eigen feesten 'Breakdown' in de Muziekodroom zetten Limburg mee op de alternatieve dance-kaart met glansrollen voor Boys Noize, Apparat, Kiki en Duke Dumont. In de Leuvense club Silo trekken ze met 'Smile' een nieuwe kaart en nodigen grote namen uit als De Jeugd Van Tegenwoordig, Diplo, Feadz en Proxy.
In 2013 werd dj Ed gedwongen te stoppen met optreden nadat hij werd getroffen door de ziekte van Menière, een aandoening met als symptomen duizeligheid, gehoorverlies en tinnitus.
Na het einde van Ed & Kim bleef dj Kim actief met zijn andere project The Whatevers, als solo-dj onder de naam Michael Midnight en Flashback Force. Sinds 2018 maakten Ed&Kim een comeback met sets op Pukkelpop, Kompass club, ...